# Koch Lajos
Koch Lajos (Budapest, 1889. október 8. – Budapest, 1977. december 25.) magyar könyvtáros, zene- és színháztörténész.

## Pályája
Egyetemi tanulmányai után a Fővárosi Könyvtár tisztviselője volt. 1954-ben a Magyar Színház- és Filmművészeti Szövetség könyvtárosa lett. 1957-től a Színháztudományi Intézetben dolgozott.

## Főbb művei
- Czakó Zsigmond drámai munkássága (1913);
- Kacsóh Pongrác János vitéze (1941);
- A Király Színház műsora (1958);
- Az Operaház műsora (1959);
- A budapesti Magyar Színház műsora (1960);[1]
- Timár József (1961), a színész életét bemutató monográfia
- A Budai Nyári Színkör (1966).